# 김원기 (1958년생 정치인)
김원기(1958년 9월 1일 ~ )는 대한민국의 정치인이다.

## 경력
- 제6대 도의회 운영위원장
- 강원도의회 부의장
- 강원도 의정회 부회장